# AFI
Az AFI (A Fire Inside röviden) amerikai rockegyüttes Ukiah-ból, Kaliforniából. 1991-ben alakult.

## Története

### Korai évek
A csapatot 1991-ben három ukiah-i középiskolás srác alapította; név szerint: Davey Havok (ének), Mark Stopholese (gitár) és Vic Chalker (basszusgitár). A következő évben már ki is adtak egy EP-t Dork címmel, egy másik középiskolai együttes közreműködésével (Loose Change), amelyben Jade Puget, későbbi gitárosuk játszott. Mivel dobos híján voltak, elkezdtek keresni, Mark találta Adam Carson-t, aki azóta is a csapatban van. Stílusuk ekkor még inkább hardcore punk volt. Vic '92-ben kiszállt a csapatból, helyét átadta az új basszusgitárosnak, Geoff Kreske-nek.
Az AFI feloszlott, mikor tagjai különböző egyetemekre kerültek. Kresge New Yorkba költözött, ahol a Blanks 77-nel játszott. Miután összegyűltek egy élő show erejéig, a csapattagok úgy döntöttek, kihagyják az egyetemet, hogy teljes idejükben az AFI-ban játszhassanak. 1993 és 1995 között több EP-t is kiadtak függetlenül (Behind the Times; Eddie Picnic’s All Wet; This is Berkeley, Not West Bay; AFI/Heckle; Bombing the Bay; Fly in the Ointment). Első, teljes albumuk az Answer That And Stay Fashionable 1995-ben jelent meg. 1996-ban az együttes kiadta második albumát, a Very Proud of Ya-t, a Nitro Records jóvoltávól. A „Cruise Control” és „Love is a Many Splendored Thing” dalok a Very Prod of Ya-ról benne voltak az 1997-es Mary Jane’s not a Virgin Anymore című filmben, ahol Havok is szerepet vállalt egy kis jelenet erejéig.
Több lemezbemutató koncert után Kersge úgy döntött, elhagyja a csapatot. A posztját Hunter Burgan töltötte be a koncertkörút hátralevő részén. Burgan segített az AFI-nak felvenni a Shut Your Mouth and Open Your Eyes-t (1997), ami után felkérést kapott a zenekartól a maradásra. A jövőbeli gitáros, Jade Puget szintén háttérvokálozott, az első albummá téve ezt, amely már mind a négy jelenlegi tag közreműködésével született.

### Black Sails és Art of Drowning korszak
Miután felvették az A Fire Inside EP-t (1998), Stopholese elhagyta a csapatot, közeli barátja, Jade Puget lépett a helyére. Az A Fire Inside EP-t követően a zenekar elkészítette a Black Sails In The Sunset-et (1999), ami egy zenei fordulópont volt, sokkal sötétebb hangzást mutatott a rajongóknak. Ezen az albumon az eredeti hardcore gyökereik szolgáltak alapul, de romantikus és sötét hatásokkal (pl. egy Charles Baudelaire vers, a „De profundis clamavi”, megjelenik a rejtett „Midnight Sun” című dalban). A deathrock és a horror punk hatásai szintén hallhatóak voltak. Emiatt mondják gyakran az együttes stílusának a gothic punkot.
Az All Hallow’s EP-n (1999) található a „Totalimmortal”, amelyet később feldolgozott a The Offspring az „Én és Én meg az Irén” című film betétdalának. Ez a szám nagyobb hírnévhez juttatta a zenekart. Az Offspring frontembere, Dexter Holland egyébként részt vett pár szám háttérvokáljában a '99-es lemezükön.
2000-ben az AFI kiadta a The Art of Drowning-ot, amely a Billboard Lista 174. helyén debütált. A „The Days of the Phoenix” kislemezként, illetve videóként is az album népszerűsítésére szolgált. A „The Days of the Phoenix”-nek szintén sikere volt, amely által a csapatnak TV-s és rádiós szereplési lehetőséghez jutott.

### Divat-siker
2002-ben az együttes elhagyta a Nitro kiadót, és kiadták a Sing The Sorrow-t 2003-ban a DreamWorks Records-nál. A „Girl’s Not Grey”, „The Leaving Song Part II.” és a „Silver and Cold” szerzett néhány Billboard listás sikert és még szélesebb közönséggel ismertette meg az együttest. Jelölték őket az MTV Video Music Awards-on az MTV2 díj kategóriájában, 2003-ban, a „Girl’s Not Grey” videóval, amely meghozta nekik az első VMA győzelmüket.
2006 júniusában kiadták legújabb, Decemberunderground című albumukat, amelyet az Interscope Records adott ki. A kritikusok megjegyezték, hogy a zenekar egyenletesen halad a hangzásában a coldpop és a new wave felé. Az album első kislemeze a „Miss Murder” első helyezett lett a Billboard Modern Rock Listáján. Az album aranylemez lett a RIAA eladási listái alapján is, hiszen 500.000 darabot adtak el belőle, és platinalemezként számítottak rá később az évben. A második kislemez, a „Love Like Winter” is óriási sikereket ért el az MTV TRL-jén és 40 nap után került le a visszaszámlálásból.
2006. december 12-én kiadták első DVD-jüket, az I Heard a Voice-ot, melyet a Long Beach Arénában rendezett élő fellépésükön vettek fel.
2007. január 20-án az AFI a Saturday Night Live-ban fellépett a „Miss Murder”-rel és a „Love Like Winter”-rel. Noha, amikor a csapat a „Love Like Winter”-t játszotta terv szerint, semmi baj nem volt, s csak később adódtak technikai problémák a „Miss Murder” alatt, melyben Davey hangja néha elnémult a dal különböző részeinél. Mégis, később visszahallgatva az epizódot, Davey hangja nagyon hallható a „Miss Murder” alatt.
Bár a „The Missing Frame” volt eredetileg beígérve a harmadik kislemeznek az albumról, Davey Havok megerősítette, a „Kérdezd az AFI-t” szekcióban a hivatalos Despair Faction fórumon, hogy semmiféle videó nem fog készülni a számhoz. Nem tudni, hogy készül-e másik videó másik számhoz. Havok szintén közölte ugyanazon a fórumon, hogy nem lesz nyári turné. Puget elkezdett írni néhány anyagot egy új albumhoz.
2007. július 7-én az AFI fellépett a Live Earth amerikai állomásán, New Yorkban. A „The Missing Frame”-et, „Love Like Winter”-t, „Miss Murder”-t és egy David Bowie „Ziggy Stardust” feldolgozást adtak elő.

### A zenekar jövője
2007-ben bejelentették a „Carcinogen Crush” című, egy, a Sing The Sorrow felvételekor elkészített szám kiadását digitálisan és a Guitar Hero játékhoz. Egy évvel később elkezdték soron következő, Crash Love című lemezük felvételeit, mely 2009-ben meg is jelent. 2010-ben a zenekar a Green Day-jel, és a Sick of It All-lal is turnézott, mind Európában, mind Amerikában.
2011 szeptemberében olyan hírek keltek szárnyra, miszerint a zenekar feloszlott, azonban ezeket a menedzsmentjük hamar tagadta.

## Tagok

### Jelenlegi
- Davey Havok - ének (1991-napjaink)
- Jade Puget - gitár, háttérvokál, programozás, szintetizátor (1998-napjaink)
- Hunter Burgan - basszusgitár, háttérvokál, programozás, szintetizátor (1997-napjaink)
- Adam Carson - dob, háttérvokál (1991-napjaink)

### Ex-Tagok
- Mark Stopholese - gitár, háttérvokál (1991-1998)
- Geoff Kresge - basszusgitár, háttérvokál (1992-1997)
- Vic Chalker - basszusgitár (1991-1992)

## Diszkográfia

### Albumok
- Answer That and Stay Fashionable (1995)
- Very Proud of Ya (1996)
- Shut Your Mouth and Open Your Eyes (1997)
- Black Sails in the Sunset (1999)
- The Art of Drowning (2000)
  - US Billboard Peak: #174
- Sing The Sorrow (2003)
  - US Billboard Peak: #5
  - RIAA Certification: Platinum [13]
- Decemberunderground (2006)
  - US Billboard Peak: '#1
  - RIAA Certification: Gold [14]
- Crash Love (2009)
- Burials (2013)
- AFI (2017)
- Bodies (2021)

### Kislemezek
- Dork (split with Loose Change) (1993)
- Behind the Times (1993)
- Eddie Picnic's All Wet (live) (1994)
- This Is Berkeley, Not West Bay (1994)
- Bombing the Bay (split with Swingin' Utters) (1995)
- Fly in the Ointment (1995)
- AFI/Heckle Split (split with Heckle) (1995)
- A Fire Inside EP (1998)
- Black Sails (1999)
- All Hallow's EP (1999)
- The Days of the Phoenix (2001)
- 336 EP (2002)